# 扎普魯達
50°52′25″N 27°36′58″E / 50.87361°N 27.61611°E
扎普魯達（烏克蘭語：Запруда），是烏克蘭北部的村莊，隸屬日托米爾州的茲維亞赫爾區。該村面積1平方公里，海拔高度204米，2001年人口211，人口密度每平方公里212.06人。